# Sphaeroma felix
Sphaeroma felix là một loài chân đều trong họ Sphaeromatidae. Loài này được Lanchester miêu tả khoa học năm 1902.